# Larbi Ben M'hidi
Mohamed Larbi Ben M'hidi  (en Berbere chaoui : Muḥend Lɛrbi U Mhidi, ⵎⵓⵃⴻⵏⴷ ⵍⵄⴻⵔⴱⵉ  ⵓ  ⵎⵀⵉⴷⵉ et en arabe : محمد العربي بن مهيدي) surnommé El Hakim (le sage), ou le « Jean Moulin algérien », né dans les Aurès en 1923 à Aïn M'lila dans le département de Constantine (actuelle wilaya d’Oum El Bouaghi), et mort assassiné en 1957 à Alger, est un militant nationaliste algérien, membre du Parti du peuple algérien, puis du Mouvement pour le triomphe des libertés démocratiques, l'un des fondateurs du Front de libération nationale en 1954, puis combattant pendant la guerre d'Algérie (1954-1962).
Arrêté en février 1957, il est exécuté sans jugement par l'armée française durant la bataille d’Alger,. La responsabilité des militaires français dans son assassinat est reconnue officiellement le 1er novembre 2024 par le président de la République Emmanuel Macron. Il est considéré comme un héros de la guerre en Algérie et son nom est attribué à plusieurs lieux et édifices institutionnels.

## Biographie

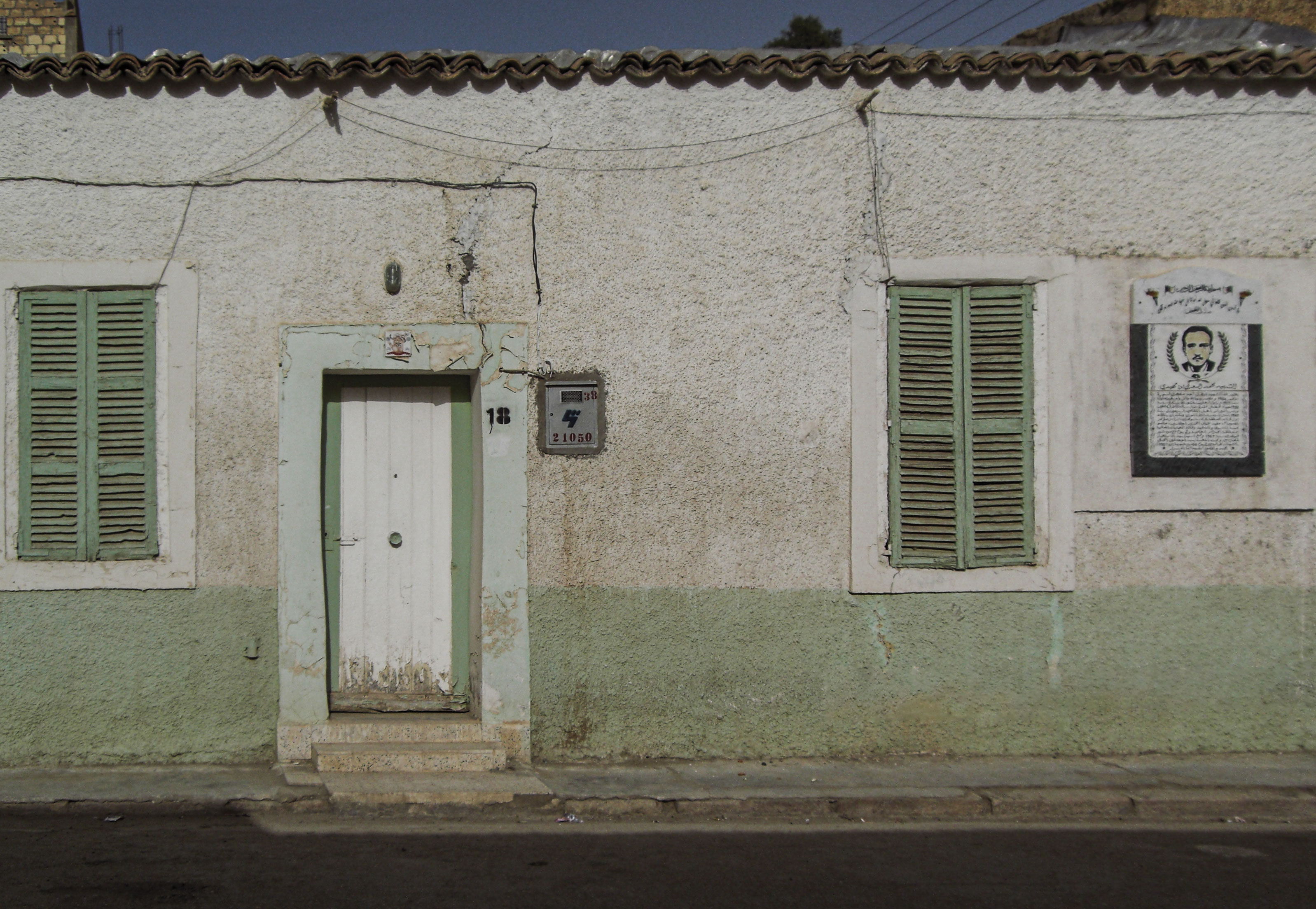
La maison de Larbi Ben M'hidi à Biskra.

Cadet d'une famille rurale aisée de trois filles et deux garçons, il naît au douar El Kouahi à Aïn M'lila (40 km au sud de Constantine) ; région où les Ben M'hidi formaient un grand arch,. Après une année à l'école primaire française, il part pour Batna où il obtient son certificat d’études primaires, puis commence des études secondaires à Biskra. En 1939, il s'engage dans les rangs des Scouts musulmans algériens ; au bout de quelques mois, il devient chef de groupe scout.[réf. souhaitée]

### Engagement politique

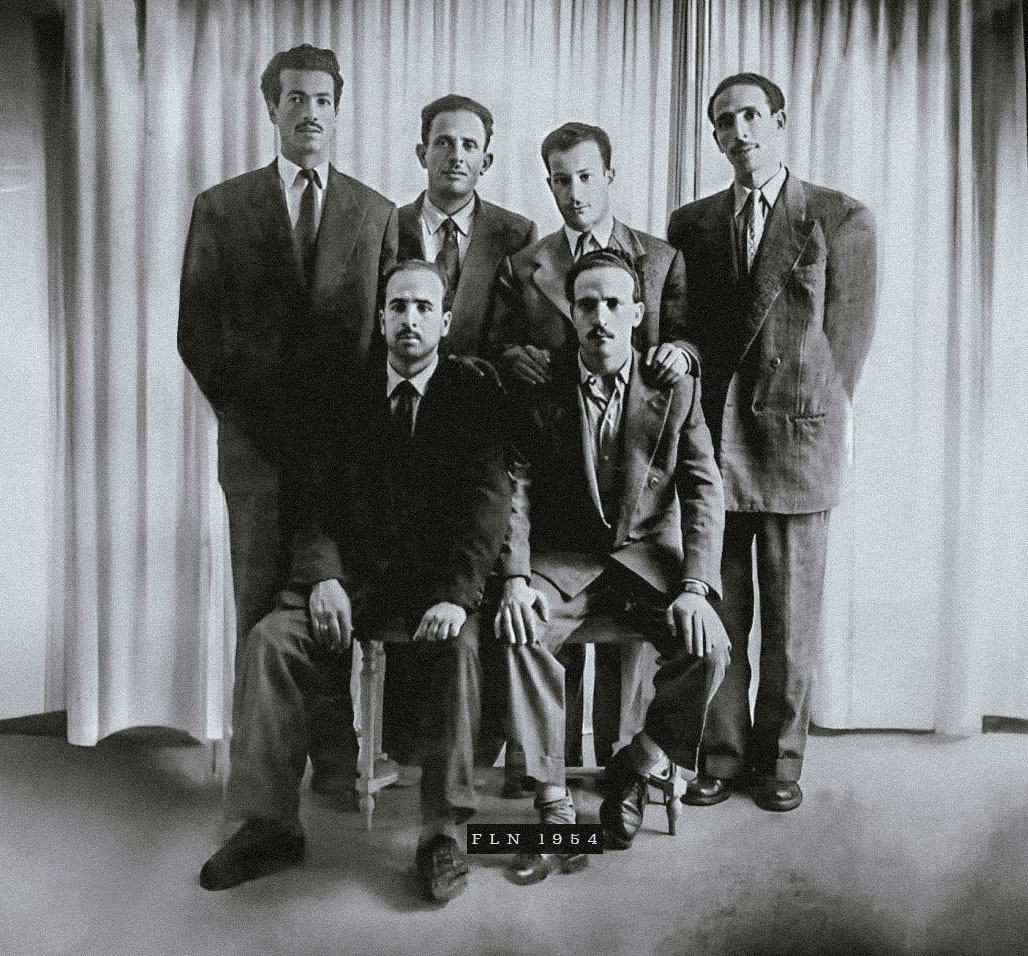
« Groupe des six », chefs du FLN. Photo prise juste avant le déclenchement de la guerre d'Algérie, le 1 novembre 1954 (debout, de gauche à droite : Rabah Bitat, Mostefa Ben Boulaïd, Didouche Mourad et Mohamed Boudiaf. Assis : Krim Belkacem à gauche, et Larbi Ben M'Hidi à droite).

Ben M'hidi travaille comme comptable au service du Génie civil de Biskra pendant quelques mois, puis s'installe à Constantine et devient un militant très actif du Parti du peuple algérien (PPA).
Il est arrêté après les massacres du 8 mai 1945. Le PPA étant devenu clandestin après 1945, il adhère au Mouvement pour le triomphe des libertés démocratiques (MTLD) et devient cadre de l'Organisation Spéciale (OS). Lors du démantèlement de cette structure en 1950, il est de nouveau recherché et condamné par défaut à dix ans de prison pour « menées subversives et activité illégale ».

### Militantisme au FLN
En avril 1954, Ben M'hidi est l'un des neuf fondateurs du Comité révolutionnaire d'unité et d'action (CRUA) qui le 10 octobre 1954 transforment celui-ci en FLN et décident de la date du 1er Novembre 1954 comme date du déclenchement de la lutte armée pour l'indépendance algérienne lors de la réunion du 25 juillet 1954 dans une modeste villa du Clos Salembier appartenant à Lyès Deriche. On lui confie la direction de l'Oranie (wilaya V à partir de 1956) qui est sa première responsabilité ; il l'organise efficacement malgré les difficultés.
En 1956, laissant le commandement de la wilaya V à son lieutenant Abdelhafid Boussouf, il devient membre du Conseil national de la révolution algérienne (CNRA) ; il est proche des idées d'Abane Ramdane et de Krim Belkacem.

### Engagement dans la bataille d'Alger
Nommé à la tête de la Zone autonome d'Alger (ZAA), il participe à l'organisation des premiers attentats dans la capitale (notamment ceux du 30 septembre 1956, dont l'Attentat du Milk-Bar). En janvier, le gouverneur général Robert Lacoste lance la bataille d'Alger, confiant aux parachutistes du général Jacques Massu, les pouvoirs de police dans la zone Alger-Sahel.
Larbi Ben M'hidi est arrêté le 23 février 1957 par des parachutistes du 3ème Régiment de Parachutistes coloniaux (la direction de la ZAA passe alors à son adjoint Yacef Saâdi, responsable militaire) ; refusant de parler, il est pendu par un groupe de soldats français aux ordres du futur général Paul Aussaresses, dans la nuit du 3 au 4 mars 1957,,. En 2017, dans une interview au journal El Watan, sa sœur Drifa Ben M’hidi estime certain que son frère a été dénoncé par ses compagnons d'armes.

## Réactions postérieures à sa mort

### Témoignage de Jacques Allaire
Dans le film documentaire d'Yves Boisset sur La Bataille d'Alger réalisé en 2006, le colonel Jacques Allaire, à l'époque lieutenant, qui avait arrêté Larbi Ben M'hidi en 1957, déclare à son sujet : « Si je reviens à l’impression qu’il m’a faite, à l’époque où je l’ai capturé, et toutes les nuits où nous avons parlé ensemble, j’aurais aimé avoir un patron comme ça de mon côté, j’aurais aimé avoir beaucoup d’hommes de cette valeur, de cette dimension, de notre côté. Parce que c’était un seigneur Ben M’Hidi. Ben M’Hidi était impressionnant de calme, de sérénité, et de conviction. Lorsque je discutais avec lui et que je lui disais: « Vous êtes le chef de la rébellion, vous voilà maintenant entre nos mains, la bataille d’Alger est perdue », et j’extrapolais un peu : « La guerre d’Algérie, vous l’avez perdue maintenant ! ». Il dit : « Ne croyez pas ça ! » Et il me rappelait les chants de la résistance (Le chant des Partisans) un autre prendra ma place. Voila ce qu’il m’a dit, mais ceci d'une manière sereine pas ostentatoire. C'est un homme qui est calme, serein, je ne peux même pas dire qu'il était inquiet, il avait déjà compris que la page était tournée pour lui parce que:... Que faire de Ben M'Hidi ? ... Que faire de Ben M'Hidi ? Nous, nous avons d'abord longuement parlé avec le colonel Bigeard et j'ai dit que Ben M'Hidi est un poisson trop gros pour nous, il faut le rendre, il faut le donner et le reste ce n'est plus notre problème, c'est à l’échelon supérieur de décider de ce que l'on pourra faire de Ben M'Hidi.
« Ben M’Hidi. Ça m’a fait de la peine de le perdre, parce que je savais qu’on ne le reverrait plus. Je subodorais. » « Je l’ai remis à l’État-major, et à une équipe qui est venue le chercher, et c’était la nuit, et bien que le règlement s’y oppose, je lui ai fait présenter les armes, parce qu’il faut reconnaître chez son adversaire la valeur et le courage. Et Ben M’Hidi était pour moi un grand monsieur et d’ailleurs son prénom, dans la résistance, c’était Hakim, qui veut dire : le preux. » « Après, il a été remis à la justice, dans un camp d’internement, et j’ai appris à travers la presse, les journaux, et tous les livres d’histoire que j’ai parcourus qu’il s’était suicidé dans sa cellule le 4 mars… » »

### Aveux de Paul Aussaresses

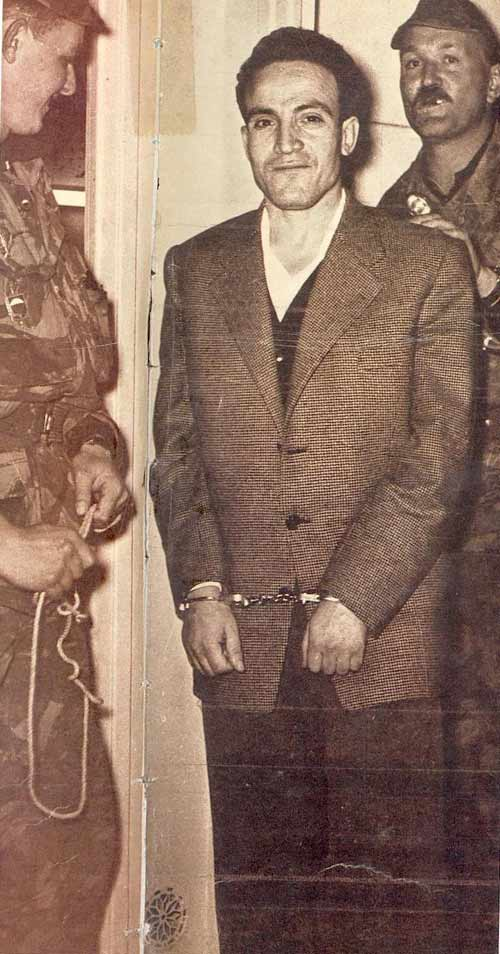
Arrestation de Larbi Ben M'hidi le 23 février 1957.

En 2001, dans son livre Services spéciaux, Algérie 1955-1957 (éditions Perrin), le général Paul Aussaresses reconnaît avoir procédé à l'exécution sommaire, par pendaison maquillée en suicide, de Larbi Ben M'Hidi, dans la nuit du 3 au 4 mars 1957, les faits étant commis avec l'assentiment tacite, selon lui, de sa hiérarchie militaire et d'un juge qui aurait lu le rapport sur le prétendu suicide avant que celui-ci ait eu lieu.
Le 5 mars 2007, dans un entretien au quotidien Le Monde, Aussaresses retrace les dernières heures de Larbi Ben M'hidi, amené d'Alger dans la Mitidja, dans la ferme désaffectée d'un colon. Six hommes dont Aussaresses préparent l'exécution en passant une corde à travers un conduit de chauffage. L'un des hommes joue le rôle du supplicié pour vérifier que tout est au point. Il est monté sur un tabouret, a passé sa tête dans le nœud et regarde les autres, provoquant un fou rire général. Un parachutiste veut bander les yeux de Ben M'hidi. Celui-ci refuse. Le soldat répond qu'il exécute un ordre. Ben M'hidi réplique qu'il est colonel de l'ALN et qu'il sait ce que sont les ordres. Sa demande sera refusée ; il sera pendu les yeux bandés et se taira jusqu'à la fin. Pour le pendre, les bourreaux vont s'y prendre à deux fois. La première fois, la corde casse.

### Reconnaissance de la responsabilité de la France
Le 1er novembre 2024, soixante-dix ans jour pour jour après le début de la Guerre d’Algérie (1954-1962), le président de la république française Emmanuel Macron reconnaît dans un communiqué, la responsabilité de la France dans son assassinat.

## Hommages
Héros national en Algérie, il est enterré dans le « carré des martyrs » du cimetière d'El Alia, à Alger. En son honneur, Marsa Ben M'Hidi, une commune de la wilaya de Tlemcen, porte son nom. Il en est de même de l'ex-village Morris, maintenant sous-préfecture dans la wilaya d'El Tarf, qui porte le nom Ben Mehidi.

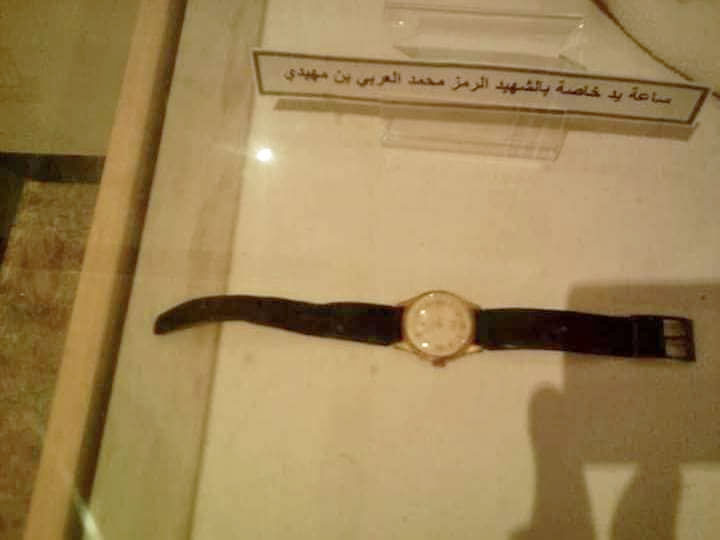
Montre de Larbi au Musée national du Moudjahid d'Alger.

À l'instar de la rue Larbi-Ben-M'Hidi, une importante artère d'Alger (ancienne rue d'Isly), chaque ville d'Algérie a une rue portant son nom, ainsi que différents établissements scolaires à travers le pays, l'université d'Oum El Bouaghi, et des plages de la ville de Skikda (anciennement plages Jeanne-d'Arc).
Sa vie a été adaptée au cinéma par Bachir Derrais dans le film Larbi Ben M’hidi, sorti le 4 mars 2024.